# Canton de Saint-Rémy-de-Provence
Le canton de Saint-Rémy-de-Provence est une ancienne division administrative française située dans le département des Bouches-du-Rhône, dans l'arrondissement d'Arles.
Après le redécoupage de 2014, il est supprimé et scindé entre le nouveau canton de Châteaurenard (Maillane) et le nouveau canton Salon-de-Provence-1 (Les Baux-de-Provence, Maussane-les-Alpilles, Paradou et Saint-Rémy-de-Provence).

## Composition
| Nom                                | Code Insee | Intercommunalité            | Superficie (km2) | Population (dernière pop. légale) | Densité (hab./km2) |
| ---------------------------------- | ---------- | --------------------------- | ---------------- | --------------------------------- | ------------------ |
| Saint-Rémy-de-Provence (chef-lieu) | 13100      | CC Vallée des Baux-Alpilles | 89,09            | 9 765 (2014)                      | 110                |
| Les Baux-de-Provence               | 13011      | CC Vallée des Baux-Alpilles | 18,07            | 420 (2014)                        | 23                 |
| Maillane                           | 13052      | CA Terre de Provence        | 16,77            | 2 494 (2014)                      | 149                |
| Maussane-les-Alpilles              | 13058      | CC Vallée des Baux-Alpilles | 31,60            | 2 203 (2014)                      | 70                 |
| Paradou                            | 13068      | CC Vallée des Baux-Alpilles | 16,15            | 1 853 (2014)                      | 115                |

## Représentation

### Conseillers généraux de 1833 à 2015
| Période                                  | Période      | Identité                                              | Étiquette   | Qualité |
| ---------------------------------------- | ------------ | ----------------------------------------------------- | ----------- | --- |
| 1833                                     | 1836         | Marquis Jean Joseph Guillaume de L'Espine (1775-1848) |             | Ancien page de la chambre du Roi Propriétaire du château de Monblan à Maussane |
| 1837                                     | 1848         | Joseph Léon Cloud Blain                               |             | Maire de Saint-Rémy-de-Provence (1830-1833, 1835-1848) |
| 1848                                     | 1851 (décès) | Jean Joseph Rouget (1795-1851)                        |             | Ancien avoué, juge de paix à Istres Premier adjoint au maire de Saint-Rémy-de-Provence |
| 1852                                     | 1856         | Scipion Marie Adolphe Chabert                         |             | Maire de Saint-Rémy-de-Provence (1848-1855) |
| 1856                                     | 1871         | Pierre Louis Frédéric Germanes                        |             | Premier Président du Tribunal civil d'Avignon puis de la Cour Impériale de Bastia |
| 1871                                     | 1880         | Joseph Mistral                                        | Monarchiste | Manufacturier Maire de Saint-Rémy-de-Provence (1876-1878) |
| 1880                                     | 1892 (décès) | Emile Daillan                                         | Républicain | Maire de Saint-Rémy-de-Provence (1878-1892) |
| 1893                                     | 1893 (décès) | Charles Girard-Cornillon                              | Républicain | Président du Tribunal de commerce de Tarascon |
| 1893                                     | 1904 (décès) | Joseph Hilaire                                        | Rad.        | Maire de Saint-Rémy-de-Provence (1898-1904) |
| 1904                                     | 1908 (décès) | Pierre Barbier                                        | Rad.        | Maire de Saint-Rémy-de-Provence (1904-1908) |
| 1908                                     | 1910         | Joseph Poulet                                         | Rad.        | Adjoint au maire de Saint-Rémy-de-Provence |
| 1910                                     | 1919         | Raoul Tourtet                                         | Rad.        | Maire de Saint-Rémy-de-Provence (1908-1915) |
| 1919                                     | 1940 (décès) | Daniel Millaud                                        | Rad.        | Directeur général du Comptoir grainier de Provence |
|                                          |              |                                                       |             | |
| 1943                                     | 1945         | Albert Tischmacher                                    |             | Grainier Maire de Saint-Rémy-de-Provence (1941-1944) Nommé conseiller départemental en 1943 |
|                                          |              |                                                       |             | |
| 1945                                     | 1949         | Charles Mauron (1899-1966)                            | SFIO        | Ingénieur chimiste et universitaire Maire de Saint-Rémy-de-Provence (1945-1959) Vice-président du conseil général                                                                                                   |
| 1949                                     | 1955         | Casimir Mathieu                                       | SFIO        | |
| 1955                                     | 1972 (décès) | Louis Vigne                                           | Rad.        | Négociant Maire de Saint-Rémy-de-Provence (1959-1971) |
| 1973                                     | 1985         | Henri Richaud                                         | app. PCF    | Instituteur puis directeur d'école Maire de Saint-Rémy-de-Provence (1971-1989) |
| 1985                                     | 1998         | Serge Pampaloni                                       | UDF         | Gérant de société Maire de Saint-Rémy-de-Provence (1989-1995) Suppléant du député Léon Vachet (1988-1993) |
| 1998                                     | 2015         | Hervé Chérubini                                       | PS          | Formateur CNFPT auprès des élus et cadres territoriaux Maire de Saint-Rémy-de-Provence (1995-2001 et depuis 2005) Vice-président du conseil général Président de la Communauté de communes Vallée des Baux-Alpilles |
| Les données manquantes sont à compléter. |              |                                                       |             | |

### Conseillers d'arrondissement (de 1833 à 1940)
| Période                                  | Période      | Identité                                 | Étiquette         | Qualité |
| ---------------------------------------- | ------------ | ---------------------------------------- | ----------------- | --- |
| 1833                                     | 1836         | M. Perriat                               |                   | Propriétaire à Saint-Rémy                                                                                   |
| 1836                                     | 1842         | François-Marie de Bonnecorse (1780-1856) |                   | Propriétaire, ancien maire de Mouriès (1821-1830)                                                           |
| 1842                                     | 1848         | M. Tourame                               |                   | Propriétaire à Saint-Rémy-de-Provence                                                                       |
|                                          |              |                                          |                   | |
| 1871                                     | 1892 (décès) | Félix-Sylvestre Fréchier (1812-1892)     |                   | Médecin, maire de Maussane                                                                                  |
| 1892                                     | 1901         | Joseph Coste                             | Républicain       | Conseiller municipal de Saint-Rémy                                                                          |
| 1901                                     | 1905         | Claude Mistral dit Mistralet (1850-1937) | SFIO              | Paysan, conseiller municipal de Saint-Rémy-de-Provence                                                      |
| 1905                                     |              | Michel Durand                            | Radical puis SFIO | Industriel, maire de Maussane, Président du Conseil d'arrondissement                                        |
|                                          |              | Séraphin Frissant                        |                   | Médecin à Mouriès                                                                                           |
| 1937                                     | 1940         | Julien Sautel (1887-1955)                | SFIO              | Cultivateur propriétaire, Maussane                                                                          |
| 1940                                     |              |                                          |                   | Les conseils d'arrondissement ont été suspendus par la loi du 12 octobre 1940 et n'ont jamais été réactivés |
| Les données manquantes sont à compléter. |              |                                          |                   | |

## Démographie
| 1962   | 1968   | 1975   | 1982   | 1990   | 1999   | 2006   | 2011   | 2012   |
| ------ | ------ | ------ | ------ | ------ | ------ | ------ | ------ | ------ |
| 10 933 | 11 588 | 11 712 | 12 729 | 14 273 | 15 255 | 16 092 | 17 472 | 17 188 |